# Cyclopentaanpenton
Cyclopentaanpenton, ook bekend onder de naam leuconzuur, is een hypothetische organische verbinding met de formule {\displaystyle {\ce {C5O5}}}, het vijfvoudige keton van cyclopentaan. Het kan ook gedacht worden als een oxide van koolstof, het pentameer van koolstofmonoxide.
Tot 2000 is de verbinding niet in grotere hoeveelheden gesynthetiseerd, er zijn wel rapporten over sporen van de stof.

## Verwante verbindingen
Cyclopentaanpenton kan ook gezien worden als de ongeladen tegenpool van het croconaat-ion, {\displaystyle {\ce {C5O5^{2-}}}}
De verbinding die in de literatuur beschreven is als "cyclopentaanpentonpentahydraat", {\displaystyle {\ce {C5O5.5H2O}}}, is mogelijk decahydroxycyclopentaan, {\displaystyle {\ce {[C(OH)2]5}}}.